# Todd Bowles
Todd Robert Bowles (geboren am 18. November 1963 in Elizabeth, New Jersey) ist ein US-amerikanischer Trainer und ehemaliger Spieler auf der Position des Safeties im American Football. Er ist seit 2022 Head Coach der Tampa Bay Buccaneers, mit denen er in der Saison 2020 als Defensive Coordinator den Super Bowl LV gewann. Bowles spielte College Football für die Temple University und spielte acht Jahre lang für die Washington Redskins und die San Francisco 49ers. Mit den Redskins war er im Super Bowl XXII siegreich. Nach seiner Spielerkarriere war Bowles als Scout bei den Green Bay Packers aktiv und gewann mit dem Team 1996 den Super Bowl XXXI. Anschließend begann Bowles eine Karriere als Trainer und war unter anderem von 2015 bis 2018 Head Coach der New York Jets.

## Karriere als Spieler

### College
Bowles besuchte die Highschool in seiner Heimatstadt Elizabeth, New Jersey, an der er 1981 seinen Abschluss machte. Im Jahr 2016 wurde das dortige Footballfeld nach Bowles benannt. Anschließend spielte er vier Jahre lang College Football für die Temple Owls an der Temple University. Dort war ab 1983 Bruce Arians, mit dem er in später in seiner Trainerkarriere zusammenarbeiten sollte, der Head Coach von Bowles.

### NFL
Bowles wurde 1986 als Undrafted Free Agent von den Washington Redskins unter Vertrag genommen. Bei den Redskins wurde er in seiner zweiten Saison zum Stammspieler und gewann in diesem Jahr mit seinem Team den Super Bowl XXII. Für die Saison 1991 wechselte Bowles zu den San Francisco 49ers, um anschließend seine letzten beiden Spielzeiten erneut für Washington zu bestreiten.

## Karriere als Trainer
Nach seinem Karriereende als Spieler arbeitete Bowles zunächst 1995 und 1996 als College-Scout für die Green Bay Packers, die 1996 den Super Bowl XXXI gewannen. Zur Saison 1997 folgte er Doug Williams, der als Quarterback mit ihm in Washington zusammengespielt hatte, als Defensive Coordinator an das Morehouse College, nachdem Williams dort die Stelle als Head Coach angenommen hatte. Im Jahr darauf wechselte er mit Williams an die Grambling State University, bevor er in der Saison 2000 in die NFL wechselte.
In der NFL war Bowles ab 2000 zunächst als Coach für die Secondary bei den New York Jets, den Cleveland Browns, den Dallas Cowboys und den Miami Dolphins aktiv. Nach der Entlassung von Head Coach Tony Sparano übernahm Bowles für die letzten drei Spiele der Saison 2011 interimsweise die Stelle als Head Coach der Dolphins. Dabei gewann Miami mit Bowles zwei von drei Partien. Für die Saison 2012 nahmen die Philadelphia Eagles Bowles als Assistenztrainer für ihre Secondary unter Vertrag. Infolge der Entlassung von Juan Castillo während der Saison stieg er zum Defensive Coordinator auf. Zur Saison 2013 wechselte Bowles zu den Arizona Cardinals, nachdem sein ehemaliger College-Trainer Bruce Arians dort als Head Coach übernommen hatte. Dort war Bowles zwei Jahre lang als Defensive Coordinator tätig.
Zur Saison 2015 verpflichteten die New York Jets Bowles nach der Entlassung von Rex Ryan als neuen Head Coach. Er erhielt einen Vierjahresvertrag im Wert von über 16 Millionen US-Dollar. In der ersten Saison unter Bowles erreichten die Jets eine Bilanz von 10-6 und verpasste nur knapp die Play-offs, die nächsten beiden Spielzeiten verliefen mit jeweils einer Bilanz von 5–11 deutlich ernüchternder. Dennoch verlängerten die Jets kurz vor Ende der Saison 2017 den Vertrag mit Bowles um zwei Jahre. Nachdem die Jets die Saison 2018 mit vier Siegen und zwölf Niederlagen beendet hatten, entließen sie Bowles.
Nach seiner Entlassung bei den Jets schloss Bowles sich als Defensive Coordinator den Tampa Bay Buccaneers, die zuvor Bruce Arians als neuen Head Coach verpflichtet hatten, an. Mit den Buccaneers gewann er in der Saison 2020 den Super Bowl LV. Vor der Saison 2021 verlängerten die Buccaneers den Vertrag mit Bowles bis 2023. Nach dem Rücktritt von Arians wurde Bowles am 30. März 2022 Head Coach der Buccaneers.